# Cats & Dogs (Evidence)
Cats & Dogs è il secondo album del rapper statunitense Evidence, pubblicato nel 2011. Ottiene un punteggio pari a 79/100 su Metacritic. Ospiti dell'album Prodigy, Ras Kass, Raekwon, Roc Marciano, Aloe Blacc, Slug, Termanology e Fashawn. Alle produzioni, tra gli altri, The Alchemist, Statik Selektah, Sid Roams e DJ Premier.
| Recensione         | Giudizio |
| ------------------ | -------- |
| AllMusic           | [ 1 ]    |
| XXL                | [ 2 ]    |
| PopMatters         | [ 2 ]    |
| HipHopDX           | [ 2 ]    |
| RapReviews         | [ 2 ]    |
| The Boston Phoenix | [ 2 ]    |

## Tracce
1. The Liner Notes (feat. Aloe Blacc) – 2:27 – The Alchemist
2. Strangers – 4:09 – Twiz The Beat Pro
3. The Red Carpet (feat. Raekwon & Ras Kass) – 4:45 – The Alchemist
4. It Wasn't Me – 3:26 – Rahki, Daniel "Danny Keyz" Tannenbaum (prod. agg.)
5. I Don't Need Love – 3:00 – Evidence, Khrysis (prod. agg.)
6. You – 4:18 – DJ Premier
7. God Bless that Man (Interlude) – 0:50
8. Fame (feat. Roc Marciano & Prodigy) – 4:09 – Charli Brown Beatz
9. James Hendrix (performed by Step Brothers) – 3:38 – The Alchemist
10. Late for the Sky (feat. Slug & Aesop Rock) – 5:37 – Sid Roams, Ethan Browne (prod. agg.), Evidence (prod. agg.)
11. Crash – 2:42 – The Alchemist
12. Where You Come From? (feat. Rakaa, Lil'Fame & Termanology) – 4:34 – The Alchemist
13. Untitled – 0:04
14. To Be Continued... – 3:13 – Sid Roams
15. Falling Down – 4:15 – Rahki
16. Well Runs Dry (feat. Krondon) – 4:42 – Sid Roams
17. The Epilogue – 3:10 – DJ Premier

Tracce bonus
1. Sleep Deprivation – 3:25 – The Alchemist
2. Good Times – 4:03 – Statik Selektah
3. Same Folks (feat. Fashawn) – 4:40 – DJ Babu

## Classifiche settimanali
| Classifica (2011)         | Posizione massima |
| ------------------------- | ----------------- |
| Stati Uniti               | 64                |
| US Independent Albums     | 9                 |
| US Top Rap Albums         | 8                 |
| US Top R&B/Hip-Hop Albums | 10                |